# Mesoleuca mandschuricata
Mesoleuca mandschuricata là một loài bướm đêm trong họ Geometridae.